# Egolzwiler Kultur

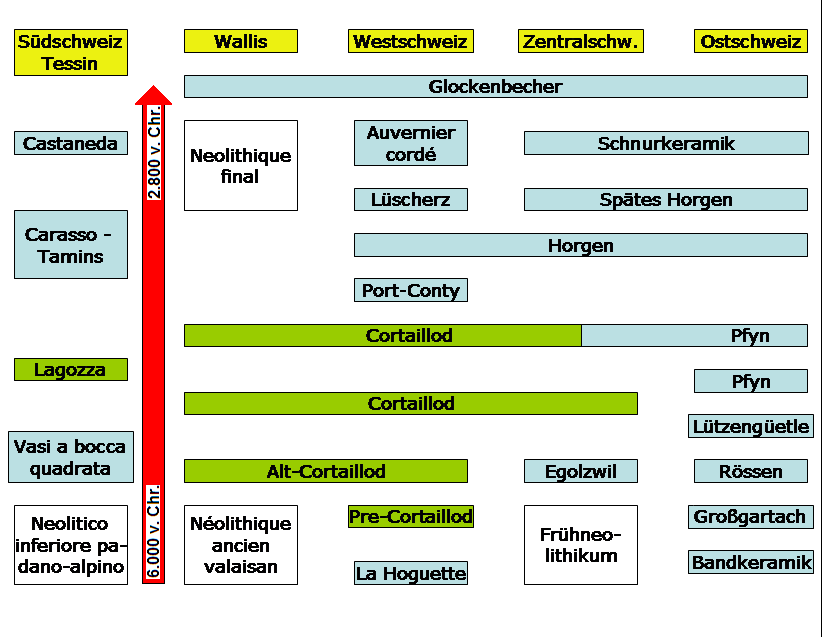
Kulturenfolge in der Schweiz

Die Egolzwiler Kultur bildet einen kurzzeitig eigenständigen Kulturraum im Neolithikum der Zentralschweiz. Der eponyme Ort liegt im Kanton Luzern. Sie bildete sich parallel zum Cortaillod ancien der Westschweiz und zur Rössener Kultur in der Ostschweiz, um 4300 v. Chr. heraus. Die bestimmenden Formen, besonders der Keramik, wurden aus der Westschweiz übernommen und verfeinert, aber auch ärmer. Kulturelle Verbindungen zu den mitteleuropäischen Kulturen sind belegt durch so genannte Wauwiler Becher (nach dem Fundort Wauwilermoos), sie werden auch Spätrössener Kugelbecher genannt. Über den Fund eines solchen Bechers, der im Museum Olten gezeigt wird (siehe Weblink), ist die Steinkiste von Däniken-Studenweid der Egolzwiler Kultur zuzurechnen.
Die wichtigsten Fundorte sind Egolzwil 3 und Schötz 1 in den Pfahlbausiedlungen Wauwilermoos und die Schicht 5 der Zürcher Inselsiedlung Kleiner Hafner. Die Egolzwiler Kultur ging nach etwa 300 Jahren im Zentralschweizer Cortaillod auf.